# 岳建民
岳建民（1962年5月—），陕西彬县人，中国有机化学家，中国科学院上海药物研究所研究员。2017年当选为中国科学院院士。

## 生平
1984年毕业于兰州大学化学系，1987和1990年先后获得兰州大学获硕士和博士学位。